# De Havilland Australia DHA-3
Die de Havilland Australia DHA-3 Drover („Viehtreiber“) war ein kleines dreimotoriges Transportflugzeug des australischen Herstellers de Havilland Australia (DHA) aus den 1940er und 1950er Jahren. Die Drover war eine Weiterentwicklung der zweimotorigen De Havilland DH.104 Dove.

## Geschichte
Nach dem Zweiten Weltkrieg bestand Bedarf nach einem Nachfolger für den veralteten Doppeldecker De Havilland DH.84 Dragon. Für die meist unbefestigten Pisten in Australien war die Dove mit ihrem Bugradfahrwerk nicht geeignet. Daher begann 1946 das australische de Havilland-Tochterunternehmen mit deren Weiterentwicklung.
Im Gegensatz zur Dove mit ihren zwei Sechszylindermotoren vom Typ Gipsy Queen hatte die DHA-3 drei Vierzylindermotoren Gipsy Major und ein Spornradfahrwerk. Im verkürzten Rumpf konnten ein Pilot und acht bis neun Passagiere untergebracht werden. Die Flügelspannweite blieb unverändert. Der Name „Drover“ wurde von der Belegschaft ausgewählt. Die DHA-3 Mk.1 absolvierte ihren Erstflug am 23. Januar 1948.
Nach der Markteinführung wurden die Schwächen des Modells deutlich. Die Motorenleistung erwies sich als zu gering, besonders bei hohen Temperaturen. Nachdem 1951/52 der Prototyp und eine weitere Maschine durch Versagen der Verstellpropeller abgestürzt waren, wurden diese gegen Fairey-Reed-Festpropeller ausgetauscht. Die Flugzeuge erhielten daraufhin die Bezeichnung DHA-3 Mk.1F. Nach dem Einbau veränderter Landeklappen erfolgte die Umbenennung in DHA-3 Mk.2. Sieben dieser Maschinen wurden ab 1960 auf Lycoming O-360-Motoren mit Hartzell-Verstellpropellern umgerüstet und als DHA-3.Mk.3 an ihren Besitzer zurückgegeben.
Nachdem bis Ende 1952 sechzehn Flugzeuge gebaut worden waren, führten die aufgetretenen Probleme zum Zusammenbruch der Nachfrage. Die letzten vier von insgesamt zwanzig Drover wurden 1953 gebaut, konnten aber erst 1955/56 verkauft werden.

## Nutzung
Die ersten beiden DHA-3 gingen 1949 an das Department of Civil Aviation (DCA). 1950 erhielt Qantas fünf Modelle, weitere sechs der Royal Flying Doctor Service of Australia (RFDS). Die an Qantas gelieferten Flugzeuge erwiesen sich für den Verkehr nach Papua-Neuguinea als ungeeignet. Eine Drover ging 1951 durch Ausfall eines Propellers verloren. Von den vier überlebenden Maschinen wurden drei bereits 1954/55 ausgemustert, die letzte wurde 1960 verkauft. Das DCA verkaufte seine letzte Maschine im Jahr 1959.
Trans Australia Airlines erhielt 1952 zwei und 1956 noch eine dritte DHA-3. Diese Maschinen wurden auf Linienflügen und vom Flying Doctor Service verwendet. Ein Flugzeug stürzte bereits Januar 1952 ab, die übrigen wurden 1963/65 an den RFDS verkauft. Von den zwei an das Gesundheitsministerium gelieferten Maschinen ging eine 1957 verloren. Zwei weitere Modelle, die ursprünglich von Qantas bestellt worden waren, übernahm Fiji Airways. Die letzte gebaute DHA-3 Mk.2 wurde 1956 an eine Privatperson verkauft.
Der RFDS ließ Anfang der 1960er Jahre seine sechs Drover zu Mk.3-Versionen umbauen, ersetzte sie aber Ende des Jahrzehnts durch die modernere Beechcraft Queen Air. Zum Bestand gehörte noch eine siebte Maschine, die man vom Gesundheitsministerium erwarb und ebenfalls umbauen ließ. Die Flugzeuge boten Platz für einen Piloten, zwei Patienten und zwei Mann medizinisches Personal.
Gebrauchte Drover kamen später in den Besitz von Fluggesellschaften, die im Westpazifik operierten. Vereinzelte Flugzeuge wurden nach Neuseeland und Großbritannien verkauft. Die letzte Serienmaschine wurde Ende der 1960er Jahre zu einem Agrarflugzeug umgebaut und befindet sich heute in flugfähigem Zustand im Besitz der Hawker de Havilland Aerospace, dem Nachfolger von de Havilland Australia.

### Nutzer
- Australien
  - Department of Civil Aviation
  - Department of Health
  - Qantas
  - Royal Flying Doctor Service
  - Trans Australia Airlines
- Fidschi
  - Fiji Airways
- / Neue Hebriden
  - New Hebrides Airways
  - Air Melanesiae
- Neuseeland
  - Great Barrier Airlines

## Versionen
- Drover Mk.1: Ursprungsversion mit Verstellpropellern
- Drover Mk.1F: Umbauversion mit Festpropellern
- Drover Mk.2: Umbauversion mit neuen Landeklappen
- Drover Mk.3: Umbauversion mit drei Lycoming O-360-A1A-Motoren
  - Mk.3a: Umbauversion mit verändertem Leitwerk und größerer Spannweite
  - Mk.3b: Umbauversion mit erhöhtem Startgewicht

## Technische Daten (DHA-3 Mk.2)
| Kenngröße             | Daten                                            |
| --------------------- | ------------------------------------------------ |
| Besatzung             | 1                                                |
| Passagiere            | 8–9                                              |
| Länge                 | 11,28 m                                          |
| Spannweite            | 17,39 m                                          |
| Höhe                  | 3,28 m                                           |
| Flügelfläche          | 30,23 m²                                         |
| Leermasse             | 1815 kg                                          |
| Startmasse            | 2950 kg                                          |
| Reisegeschwindigkeit  | 201 km/h                                         |
| Höchstgeschwindigkeit | 253 km/h                                         |
| Reichweite            | 1450 km                                          |
| Triebwerke            | 3 × De Havilland Gipsy Major Mk-10 mit je 108 kW |